# Guadalupe Victoria (Ocozocoautla)
Guadalupe Victoria es una localidad del estado mexicano de Chiapas. Es parte del municipio de Ocozocoautla de Espinosa.

## Toponimia
El nombre de la localidad rinde homenaje a Guadalupe Victoria, primer presidente de México.

## Demografía
| Gráfica de evolución demográfica |
|                                  |

| Censo | Población |
| ----- | --------- |
| 1900  | 21        |
| 1910  | 22        |
| 1921  | 24        |
| 1930  | 76        |
| 1940  | 396       |
| 1950  | 524       |
| 1960  | 694       |
| 1970  | 791       |
| 1980  | 476       |
| 1990  | 1 404     |
| 2000  | 1 562     |
| 2010  | 1 876     |
| 2020  | 2 283     |